# Ueno Tōshō-gū

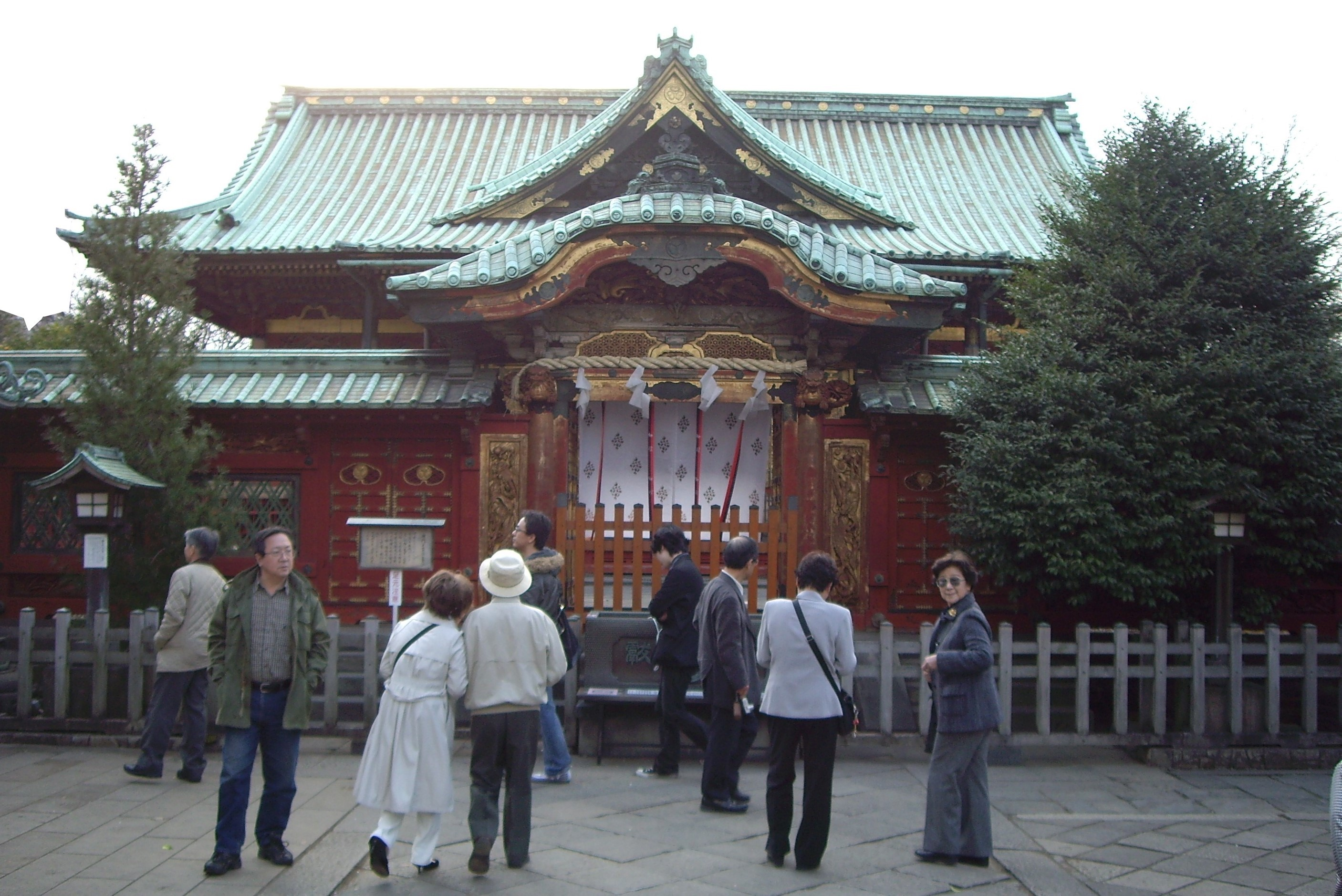
Ueno Tōshō-gū

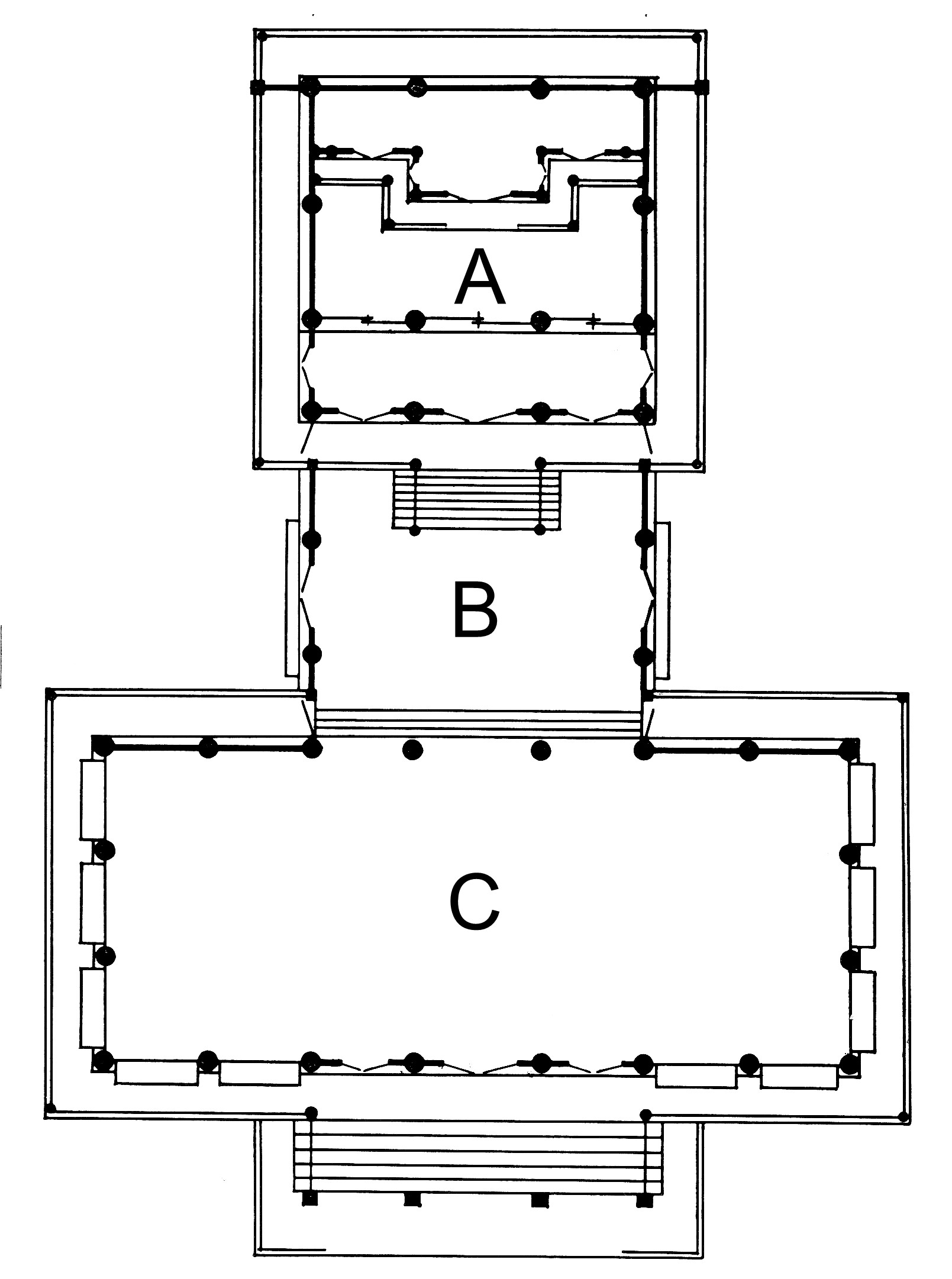
Plan des Schreins (s.Text)

Der Ueno Tōshō-gū (japanisch 上野東照宮) ist ein Shintō-Schrein im Bezirk Taitō in Tokio. Verehrt wird Tokugawa Ieyasu, posthum Tōshō Daigongen (東照大権現) genannt.

## Einführung
Im Jahr 1627 wurde auf Anordnung Tokugawa Iemitsus auf dem Ueno-Hügel ein erster Schrein zum Andenken an Tokugawa Ieyasu unter dem Namen Tōshōsha (東照社) errichtet, der 1646 der dann höherwertigen Namen 東照宮 erhielt. Dieser wurde 1651 durch einen Nachfolgebau ersetzt, der sich bis heute erhalten hat. Vor dem Weg dorthin steht im Park auf der rechten Seite die riesengroße, aus Stein gefertigte Laterne aus dem Jahr 1632, die den Namen „ばけ灯籠“ (Bake dōro, Gespensterlaterne) trägt. Der steinerne Myōjin-Torii (明神鳥居) wurde von Sakai Tadayo (酒井忠世; 1572–1636), Daimyō in Maebashi und Vertrauter der Tokugawa-Familie, gestiftet und ist als Wichtiges Kulturgut registriert.
Der Weg zum Schrein ist gesäumt mit rund 280 Steinlaternen und 50 Bronzelaternen, die ebenfalls als Wichtiges Kulturgut registriert sind. Die Bronzelaternen gleich nach dem Torii weisen Tōdō Takatora (1556–1660) als Stifter aus. Bevor der Kan’ei-ji auf dem Ueno-Hügel erbaut wurde, befand sich dort eine Nebenresidenz (下屋敷) der Tōdō-Familie. Ein Teil davon wurde bereits 1627 für den ersten Tōshōgū an dieser Stelle genutzt. Takatoras Bronzelaternen stammen aus der Zeit.

## Das Bauwerk
Unter der Aufsicht des Bakufu standen der Tōshōgū auf der Burg Edo, dort im Burggebiet Momijiyama (紅葉山), der Nikkō Tōshō-gū, der Kunōzan Tōshōgū (久能山東照宮) in der Präfektur Shizuoka und der Ueno Tōshōgū. Sie alle weisen eine Bauweise auf, die „Gongen-Bauweise“ (権現造) genannt wird. Die Bauweise ist dadurch gekennzeichnet, dass die für Shintō-Schreine üblichen Bauwerke, nämlich Andachtshalle (拝殿, Haiden; C) und Heiligtum (本殿, Honden; A) durch ein geschlossenes Verbindungsstück B verbunden sind. Die Andachtshalle ist 15,82 m breit und 6,55 m tief, das Verbindungsstück hat die Maße 7,09 × 7,09 m und das Heiligtum ist 7,09 m breit und 6,82 m tief.
1866 brannten das Tor für den kaiserlichen Boten (勅使門, Chokushi-mon) und ein Teil der Umgänge ab, aber das Eingangstor (唐門, Karamon), Umgebungszäune (透塀, Tsukashibei), Andachtshalle und Heiligtum sind erhalten und als Wichtige Kulturgüter registriert. Die an den Torpfosten geschnitzten auf- und absteigenden Drachen sollen vom Schnitzer Hidari Jingorō (左 甚五郎), der auch in Nikkō tätig war, gestaltet worden sein. Für die vergoldete Inschrift „東照宮“ am Eingang der Andachtshalle schuf Kaiser Go-Mizunoo den Entwurf. Die Decke der Andachtshalle und ein Teil der Wände wurden von Kanō Tan’yū mit Löwen im Stil des Karashishi (唐獅子) bemalt.

## Bilder

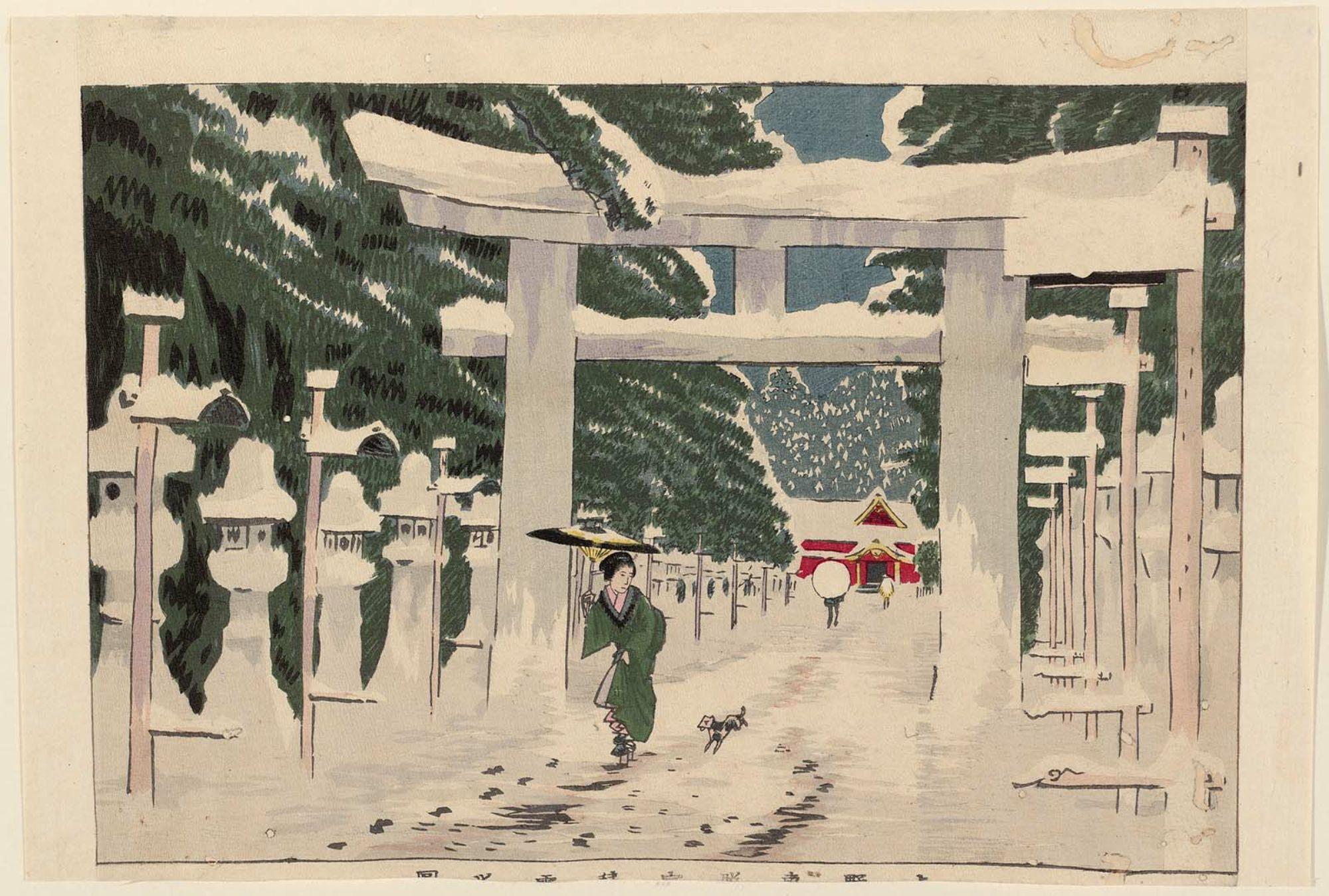
Schnee am Tōshōgū
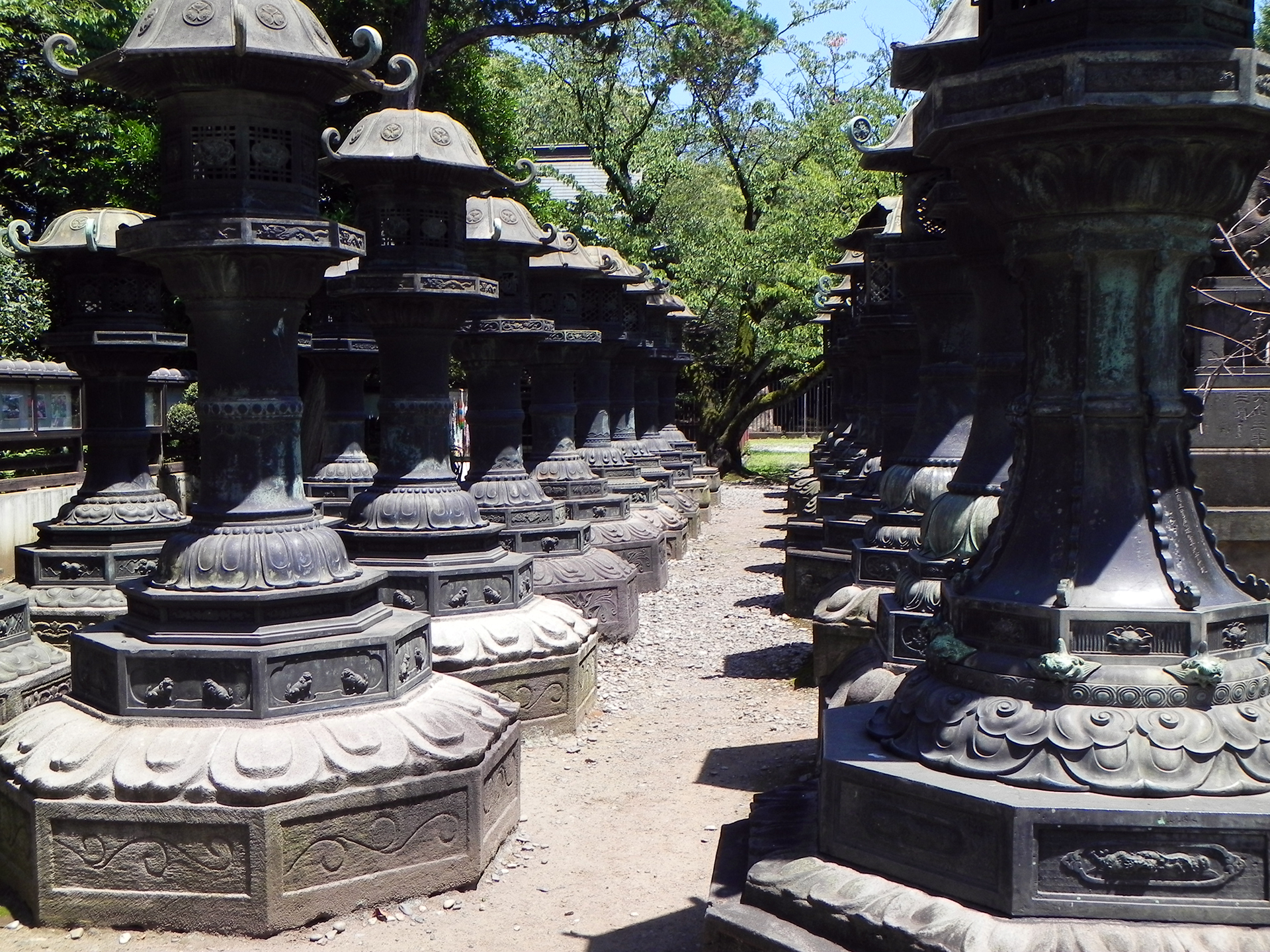
Laternen
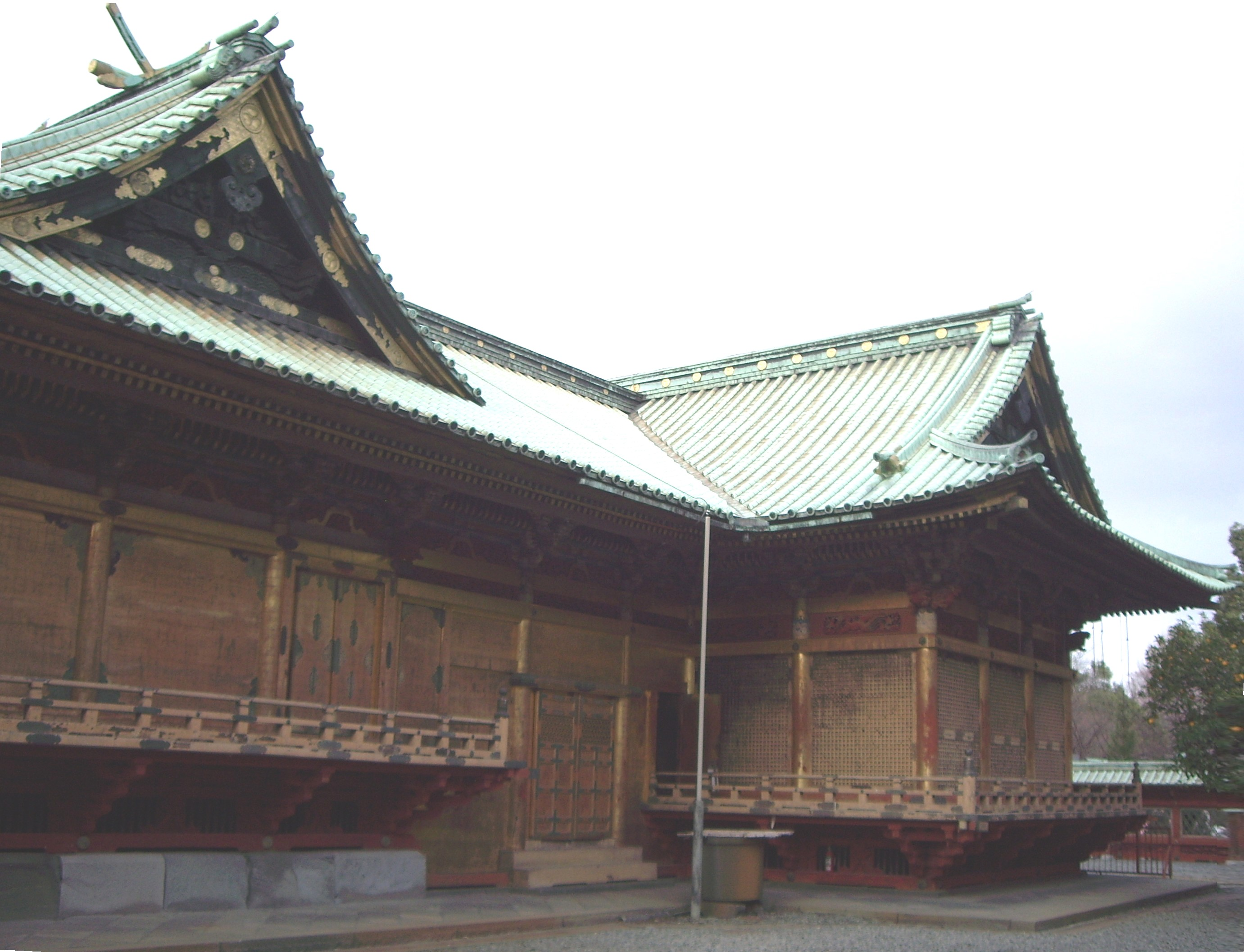
Seitenansicht
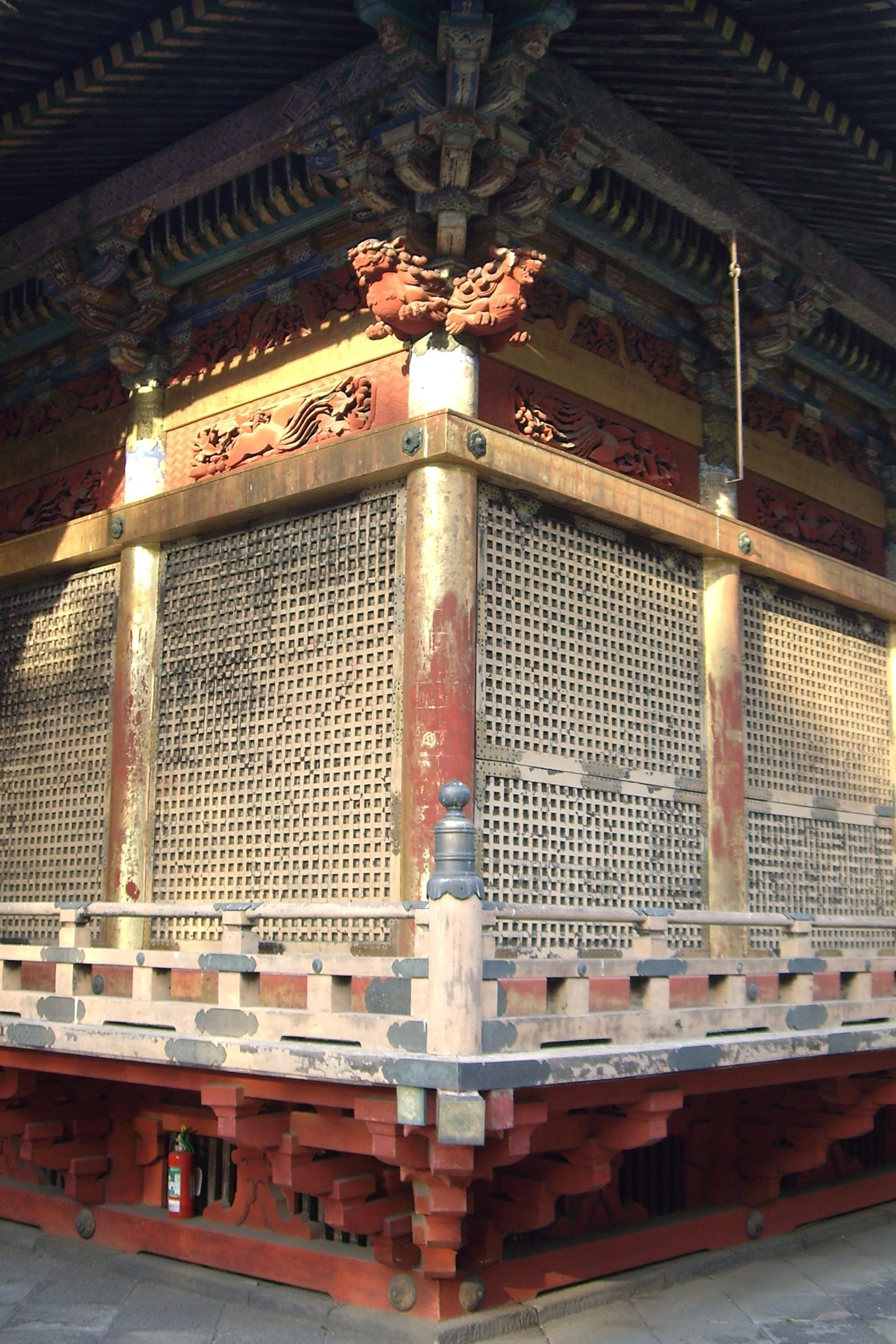
Ecke
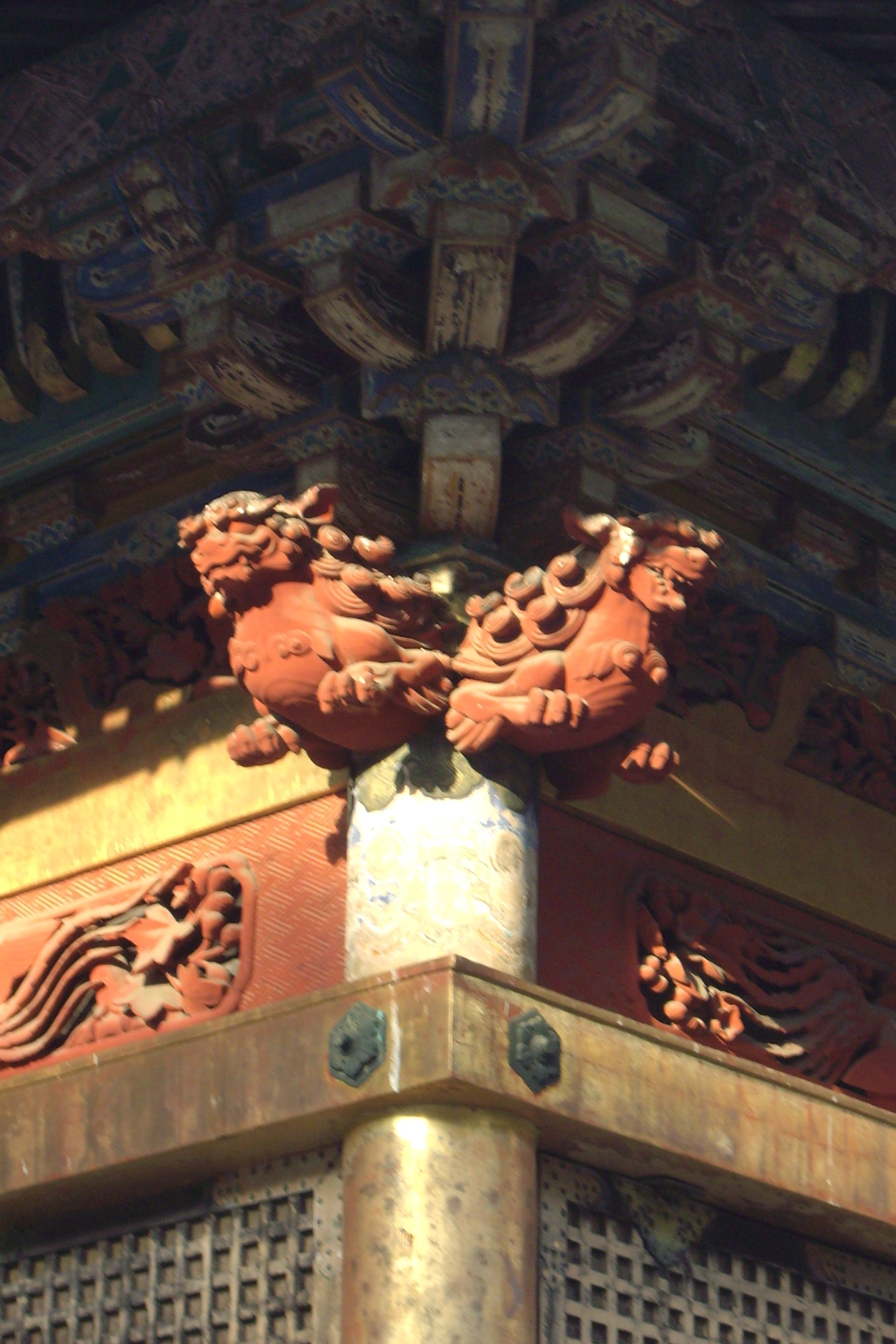
Ecke, Detail
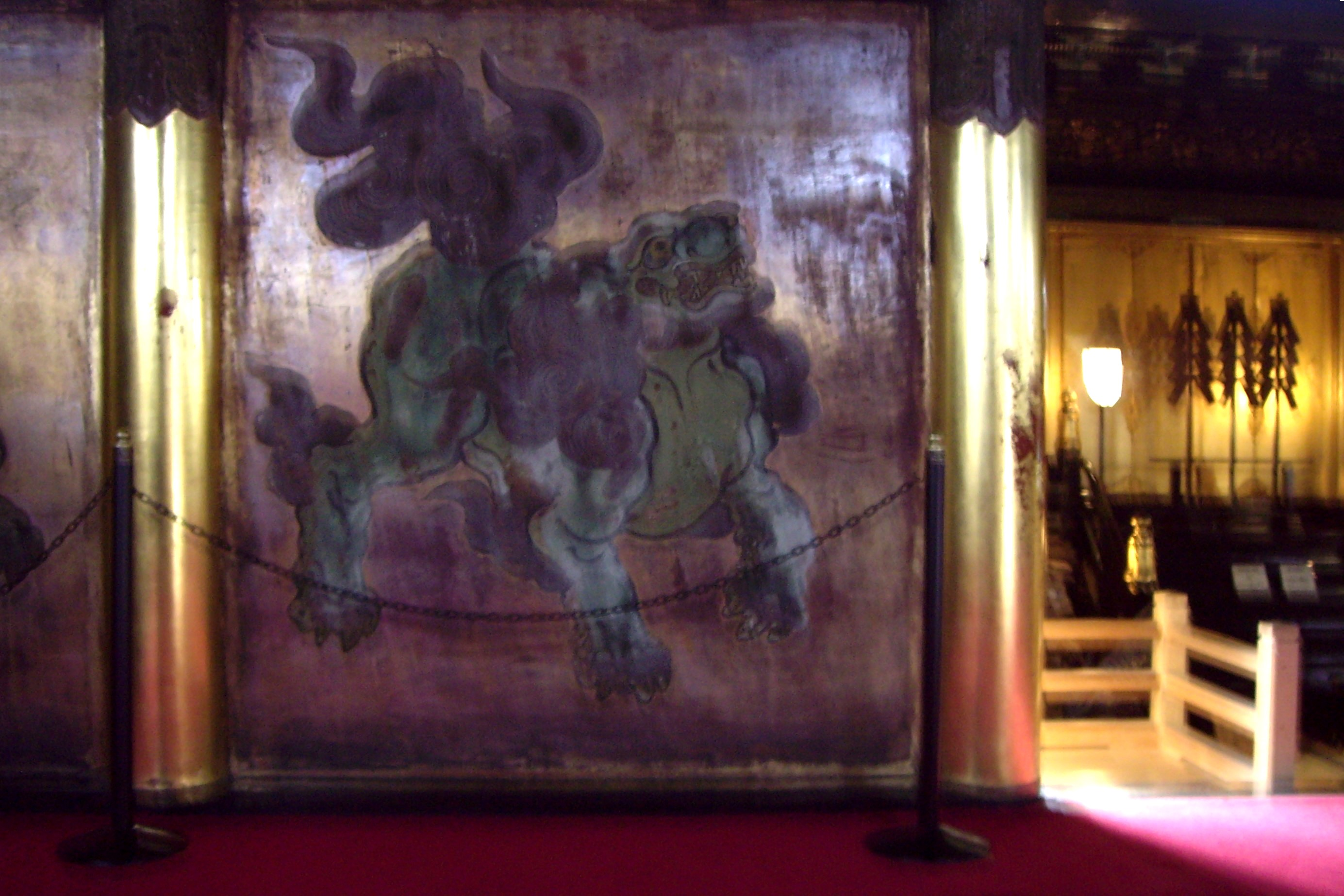
Innen (Löwe)
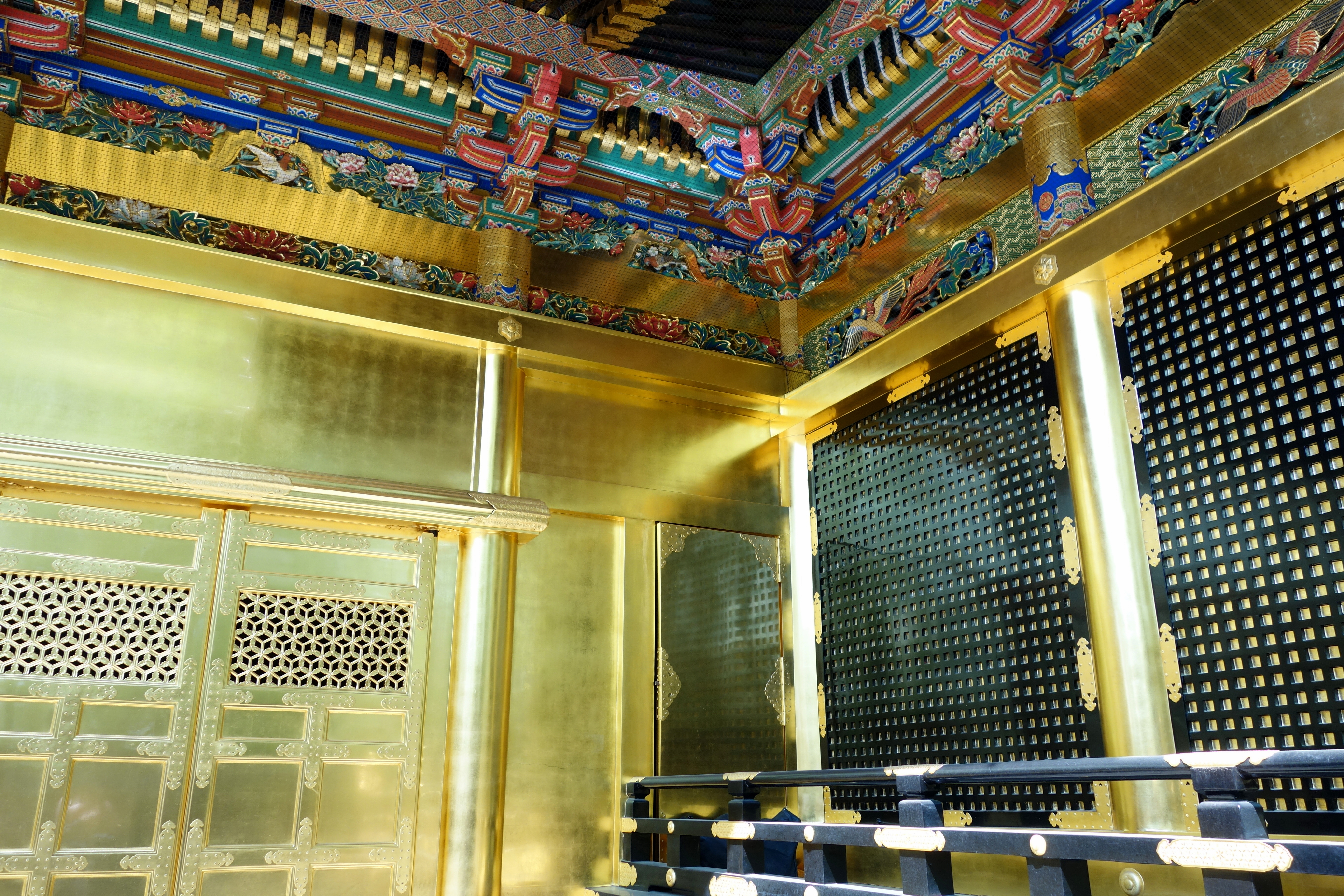
Im Zwischenbereich
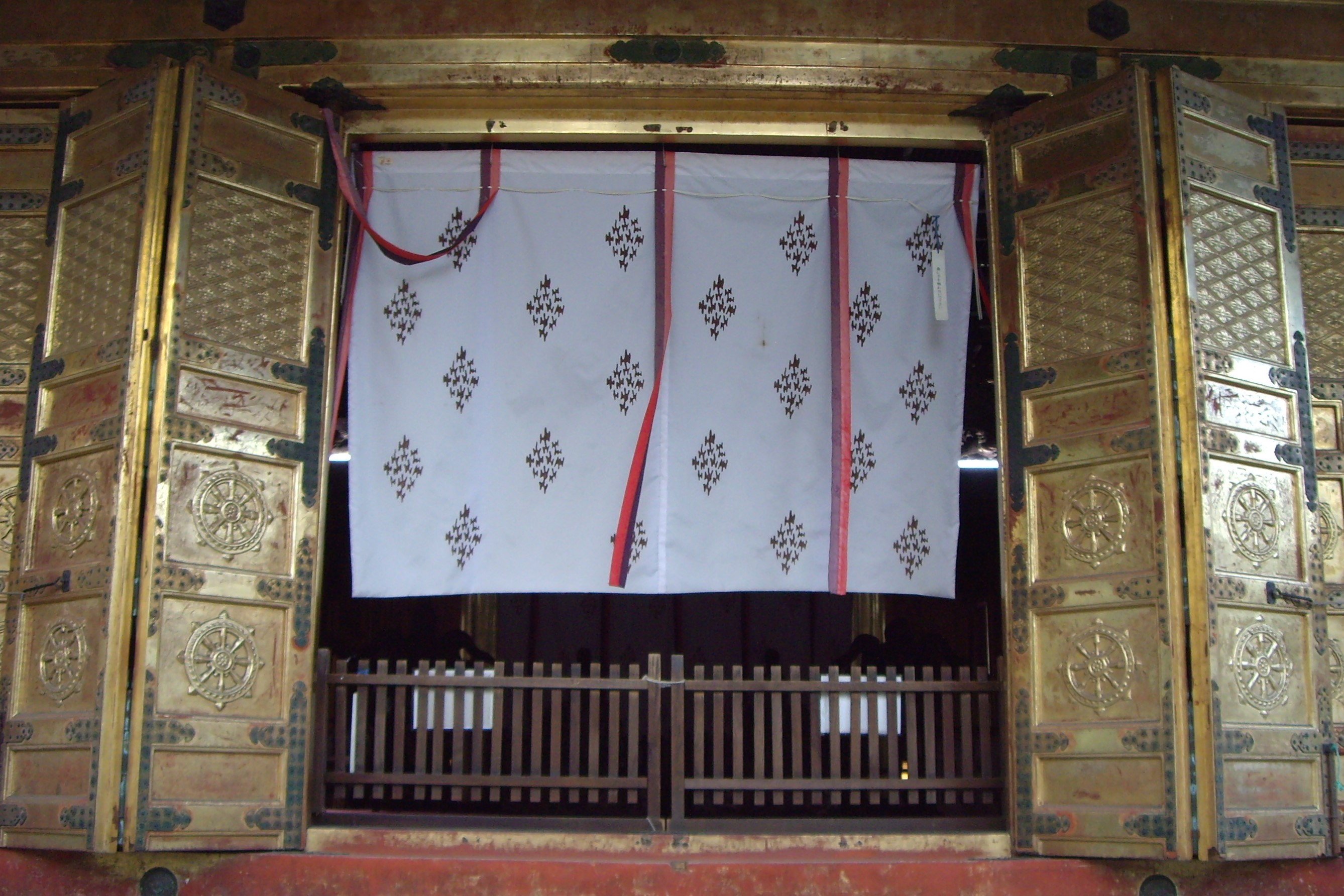
Vor dem Honden